# 大鳳號航空母艦
大鳳號航空母艦是第二次世界大戰時期，日本帝國海軍第一艘擁有裝甲飛行甲板的正規大型航空母艦。於菲律賓海海戰遭美軍潛艇攻擊，魚雷爆炸震波使其油管破損造成油氣外洩，之後因不明原因點燃爆炸而沉沒。

## 建造簡歷
昭和10年，海軍大學開始研究如何在敵軍艦載航空兵力續航距離外搶先發動攻擊的航空超地平線戰法。但在這同時，日本海軍也發覺到，手上的航艦無論是改造空母或是專業正規空母都存在著同樣的技術缺失，那便是面對俯衝轟炸機攻擊時只要挨中1發炸彈就足夠癱瘓航艦失去戰力；如何改善這類缺失，則成為建造大鳳號的原始理念。大鳳號的建造規劃於1939年（昭和14年）的第四次船艦補充計畫（丸四計畫）定案，當時決定增建一艘大型空母以維持對美國海軍的航空母艦數量優勢。最早期的大鳳號設計概念稿編號「W102」，為一艘2萬7千噸的航艦。在1938年日本海軍向大藏省提交的草案中，大鳳號是一艘以蒼龍級為基礎草案、搭載6座12門聯裝100公厘艦炮的航艦，使用方針則是作為航艦主要艦隊與敵方艦隊之間的中繼航艦，為了對應可能遭受的艦隊襲擾而配置裝甲，這種概念與後來的裝甲空母沒多少關係；但很快的中繼航艦這套腹案也被放棄，大鳳號重新以正規航艦的理念設計，但「重視防禦」這項要素被保留，日本帝國海軍也將作戰想定及經驗等反饋於新航艦的建造意見中，最後成功完成一艘海軍夢寐以求「具備裝甲甲板及優勢防護力的正規航艦」。
雖說大鳳號是翔鶴級航空母艦的後繼艦型，但事實上艦體之間的差異相當大；另外，為了建造大鳳號，原本因第四艦隊事件大量禁用的電焊造艦方式重新啟用。1941年7月10日，在川崎造船廠的1號船臺完成「出雲丸」郵輪改裝成飛鷹號航空母艦的下水典禮的16天後，大鳳號在同一座船台開工建造。。日本海軍給其「130號艦」代號。川崎造船所、第六七〇番船也是川崎造船廠建造的第670號艦船。130號艦原規劃在1943年秋季下水，但受到正式開戰影響，日軍要求加快造艦工程。
1943年3月5日，130號艦正式宣布命名為大鳳號。同年4月7日，由高松宮宣仁親王代理昭和天皇參加大鳳號下水儀式。
至於日本海軍的想定，則在1942年的中途島海戰實現，美軍艦載俯衝轟炸機成功的突擊機動艦隊，日軍僅在3~6分鐘內一舉喪失了赤城號、加賀號和蒼龍號；證明了早期某些日本高階軍官對航空攻擊戰術的前瞻性，但是工業體系難以配合讓他們在戰爭中無法取得足量的戰机來執行作戰。除了大鳳號，日本海軍曾計劃增造同樣概念的改大鳳級航空母艦，但在戰況嚴峻之下最終未落實。

## 設計

### 船體設計與防護標準
大鳳號的船體母型由翔鶴級放大修改而成，因此球型艦艏的設計延續著翔鶴級標準，而非如大和級明顯凸出的設計。但是在原本無裝甲的船體配置裝甲帶與裝甲飛行甲板，也造成了船隻重心上移的問題；在重新計算重心標準後，大鳳號採取了將翔鶴級艙間設計削減一層艦內甲板的方式維持重心穩定。但航艦編制的人力不會因為船艙減少而改變，使得大鳳號內部艙間配置甚至比翔鶴級還要來的狹窄，艦上水手的休憩空間也不可能配置床，只能採吊床方式安置艦員艙間，而每個水手艙間基本上會配置至少3層，吊床帆布不使用時則是收納在天花板上，實際空間非常緊湊。重裝甲影響到的同時還包括重心設計；大鳳號因為裝甲重量導致乾舷較低，滿載狀態時和飛龍號航空母艦一樣飛行甲板高度距離水面只有12公尺，為了保持操作性在艦首採用類似英國裝甲航艦光輝級的封閉式艦首，使得大鳳號的艙內配置偏向飛龍號的風格。
大鳳號的船體有著相當高標準的防護能力，裝甲總噸位達8,940公噸。軍令部的要求是主機艙間需要防護俯衝轟炸機以3千公尺高度投擲800公斤炸彈，或是6吋炮(152毫米)從1200-20000公尺射擊不被貫穿；彈藥庫則更嚴格，得防禦俯衝轟炸機以3千公尺高度投擲1000公斤炸彈，或是8吋炮(203公厘)從1200-20000公尺射擊不被貫穿。因此大鳳號的水線裝甲帶採用CNC鋼板最弱也有55公厘，靠近動力部門等較厚的區域甚至到160公厘，重要部位艙室另外鋪設以水平走向的穹甲，採16公厘高張力鋼板及32公厘CNC鋼板混搭；船體水線下防護設計則是採三重船殼設計，最外層為厚40公厘的鋼板，再來是反魚雷隔艙、配重壓艙海水，理論上可承受300公斤TNT炸药之威力。不過美軍主要使用的Mk 13型魚雷戰雷頭採用270公斤鋁末混合炸藥，換算成TNT均為400公斤以上，遠超過設計標準，更別講使用同樣炸藥的Mk 14型魚雷裝藥為292公斤，實戰面對超過設計估計的破壞力時雖然不至於毫無效果，但也未如設計時所想的防護周全。

### 飛行甲板
軍令部原本要求大鳳號的飛行設計得防禦800公斤炸彈，但艦政本部回應以翔鶴級噸位設計不可能如果想滿足需求最後會變成超過4萬噸的大型航艦，無論是技術或是預算都會出問題，如果以現有量級全面鋪設裝甲可能會造成整艘船的重心上升。在昭和13年9決定仍維持其3萬噸量級，只有飛行甲板約5成的面積（前後飛機升降機間）鋪設裝甲，防禦標準則是抵禦俯衝轟炸機自700公尺俯衝投下的500公斤炸彈直擊。前後仍有一部分維持木製甲板的傳統配置，機庫側面仍為無裝甲設計。同時大鳳號的飛行甲板表面材質眾說紛紜大部分認為是乳膠甲板亦有木甲板之說法
大鳳號的裝甲飛行甲板防禦原始設計是單層60公厘的防護鋼板，但測試後發現无法滿足需求，只好採用20公釐的DS鋼板以及75公厘的CNC鋼板混合配置；但增厚裝甲帶來的噸位增加又讓原本所計畫的5成防護面積再度縮水，雖然長度仍維持計畫，但是寬度變成只剩飛行甲板的2/3，防護鋼板上仍鋪設傳統木造甲板避免操作問題。飛機升降機則施以兩層25公厘的DS鋼板防護，但光這樣升降平台噸位便達100噸，升降機自底部機庫至甲板需耗時15秒，算是日本航艦中較慢的一型。
船體左舷靠後升降機的位置設有一台可折疊型起重機，可吊掛4長噸的設備，並在必要時協助清理飛行甲板上的障礙物。

### 動力裝置
大鳳的動力系統與翔鶴級航空母艦相同，為8具帶空氣預熱器、操作壓力30公斤/平方公分，運作蒸氣溫度350度的ロ號艦本式重油水管鍋爐，所有鍋爐與蒸氣渦輪引擎全都採單一獨立艙間設計強化生存性；搭配4台蒸氣渦輪機輸出160,000匹軸馬力，採用直徑4.3公尺的錳鋼3葉螺旋槳，最快轉速每分鐘300轉。但因為比翔鶴級重使得極速降為33節。船舵配置則採納與大和級戰艦相同設計，使用置於艦體中央，採前後分設的主、副舵配置；舵體採電動液壓驅動，但如果主舵機遭毀損時副舵可直連柴油發電機驅動使用。

### 上層建築與自衛武裝
大鳳號的煙囪與飛鷹級航空母艦相同，採與艦橋一體化設計，原設計為垂直型煙囪，但風洞測試結果發現氣流會干擾到艦載機作業；航艦的煙囪問題困擾了日本海軍十多年，艦政本部在1930年代初加賀號航空母艦現代化工程時就想仿造美國列星頓級航空母艦使用之煙囪艦橋一體化設計，但衍生而來的重量再計算、飛行甲板面積縮小、側風面積增加影響船體搖晃等問題卻不被軍方接受，普遍使用的舷側向下彎曲式煙囪雖然可以控制重量，但卻有海水容易灌入煙囪的缺點，如果在高負載低乾舷狀態，灌入鍋爐的海水容易讓蒸汽輪機效率大減。直到大鳳號因低乾舷問題才重拾一體化設計；為了不干擾飛機作業，艦政本部經風洞測試設計了外傾26度、高17公尺的大型煙囪。這設計首先在飛鷹級上測試，效果良好，因此後續的大型航艦，包括大鳳號與信濃號航空母艦都陸續採納。
過往航艦的防空火力不足，加之中途島海戰的教訓，所以在大鳳航艦設載聯裝九八式10公分高射炮6座（是八九式127公厘高射砲的後續新型，其發射速度16發／分、最大射程18,700米和最大射高度13,300米是比起以往八九式12.7公分高射炮較為優秀，但缺點是工藝複雜製造周期長，炮管壽命較短並且缺乏近發引信），左右舷各配置3座，接受兩舷各自的九四式高射裝置指揮。近距離對空防禦則配備22座三聯裝九六式25毫米高射機炮加強防空火力。雖然1939年建造定案時日本還沒有艦用雷達，但是戰爭經驗也證實雷達將會對海上作戰影響甚鉅，因此1944年完工時艦島前後各裝設一座21號電探。

### 艦載機與航空補給物資
即便大鳳號因鋪設裝甲帶縮減艦內船艙規模，但仍勉強維持了雙層機庫設計，但容積還是略小於翔鶴級；大鳳號機庫長150公尺、高5公尺，上機庫比下機庫寬1公尺，只設置兩座升降電梯。大鳳號的艦載機裝載方式是將戰鬥機放在上機庫靠近前後升降電梯處，一旦出狀況可以讓戰鬥機以最快的速度升空；至於攻擊機等則放置在下機庫及上機庫剩餘空間中。機庫內部可使用防火百葉窗分隔，上機庫可分5個隔間，下機庫則是4個；機庫側面與頂端設有泡沫滅火器管線。而日軍研發中的新戰機無論在性能或是資源消耗上都比現役機種要大，如烈風戰鬥機機體內油箱就可容納912公升燃料，比起開戰時的零戰21型的525公升機內油箱幾乎翻倍，為此大鳳號的物資積載量也超越以往的航艦。大鳳號的航空燃油油库設置在艦體前後各一座，約在靠近升降機的水面下艙間內，可搭載990噸空用燃油。雖然遠超過翔鶴級的496噸，但是原先設想的新型戰機並沒有上艦服役，因此到作戰狀態時據當時艦上人員回憶油庫並沒有真正滿載。
彈藥搭載部分，設計上大鳳號主要裝載空用彈藥有800公斤炸彈72枚、500公斤炸彈72枚、250公斤炸彈144枚、60公斤炸彈144枚、九一式改魚雷48枚。艦攻類以外使用的250公斤144枚。
大鳳號的艦載機數量因為保密與戰後銷毀文件的緣故，至今仍諸說紛紜。在1930年代設計初，甚至曾預估將搭載126架（其中30架為拆解的儲備機）；不過由於戰機大型化，加上日本艦載機結構問題無法採用摺疊機翼等因素，大鳳號的艦載機總數一路下修，原本搭配新型機的規劃艦載機為：
十七試艦上戰鬥機24架；十六試艦上攻擊機23架，1架補充機；十七試艦上偵察機4架；合計51架艦載機，1架補充機。
不過，後續評估甲板繫留等載運方式後，增加至61架，但機庫裝載卻下調為48架。
十七試艦上戰鬥機18架，補充機1架；十六試艦上攻擊機36架；十七試艦上偵察機6架；合計60架艦載機，1架補充機。其中7架艦上攻擊機、6架艦上偵察機採露天繫留。
但是大鳳號的預定設計機種根本來不及完工，以新型戰機標準來評估菲律賓海海戰艦載機數量則毫無意義。因此只能由601航空隊的編制戰機去評估大鳳號的搭載狀況，目前論點有兩種，一種是二戰結束後美國的日本海軍科技評估組（reports of the us naval technical mission to japan，USNTMJ）報告、另一種則是前大鳳號水手的回憶。
USNTMJ論點：6月13日時大鳳號艦載機搭載為22架零戰五二型、22架彗星俯衝轟炸機（其中4架為偵察機型之二式艦偵）、3架九九式艦上轟炸機、18架天山艦上攻擊機，共65架。不過因各式意外損失，在19日海戰當天只剩56架。
日本論點：19架零戰五二型、17架彗星11型、14架天山12型、3架彗星艦偵型、1架九九艦爆，共54架。

## 作戰紀錄
1944年（昭和19年）3月7日，大鳳號在吳海軍工廠第四船塢完成艤裝工程，艦籍編入舞鶴鎮守府，艦長由艤裝員長菊池朝三上校接任。3月10日，大鳳號正式成軍，編入第一航空戰隊作戰序列內，並在瀨戶內海與預訂編配至大鳳號佈署的第601海軍航空隊進行磨合訓練，大鳳號的航空指揮官也由該航空隊隊長入佐俊家中校任職。
1944年3月28日，大鳳號裝載601海軍航空隊編制戰機（18架零戰52型、23架彗星艦載轟炸機、5架天山艦載攻擊機），以及要補充給南西方面艦隊的機隊（司令部偵察機3架、月光夜間戰鬥機4架、零式水上觀測機5架、零式水上偵察機6架）開往東南亞，伴隨護航艦艇為初月號驅逐艦、若月號驅逐艦，該編隊在4月4號抵達新加坡。卸貨後，於4月9日在新加坡與印尼中間的林加泊地與第一航空戰隊的翔鶴、瑞鶴號航艦及其護衛艦艇會合，並迎接第一機動艦隊長官小澤治三郎，成為第一機動艦隊旗艦，後在林加泊地附近進行一系列作戰訓練。
1944年5月初，第一航空戰隊接獲作戰命令書，從5月6日開始收整訓練的艦載機隊，5月11日戰隊離開林加泊地，與從日本南下的第二航空戰隊、第三航空戰隊會合，以航空艦隊編制開赴菲律賓塔威塔威泊地。在新加坡收整後，大鳳號搭載艦載機包括了19架零戰五二型、17架彗星一一型轟炸機、14架天山一二型魚雷攻擊機、3架彗星十一型偵查機、1架九九式艦上轟炸機，合計54架軍機。由於塔威塔威泊地周遭美軍潛艦活動頻繁，因此離開林加泊地後，航空隊便沒有機會繼續進行大規模訓練，部隊整體素質仍稱不上滿意。
6月13日，大鳳號當日訓練科目為利用在吉馬拉斯省的陸上基地為飛行部隊進行訓練，但是當天擔任反潛巡邏任務的天山攻擊機降落失敗墜毀在飛行甲板上，並造成2架零戰、2架九九艦爆、1架天山損失；同時在甲板上的1架天山、1架九九艦爆重損，損失1位飛行員與7位飛行組員；同日，帝國海軍認為已經是與美軍艦對決戰的時機，發布阿號作戰「あ号作戦」啟動。6月14日，大鳳號開抵吉馬拉斯港口補給燃料，在6月15日開往菲律賓海的馬里亞納海域。
1944年6月18日，第一航空艦隊投入菲律賓海海海戰，同日大鳳號搭載的偵察型彗星便已經搜索到美軍艦隊的大致方向，但小澤治三郎中將考量到夜間降落的風險過高，否決了當日發動攻擊。1944年6月19日早上6點30分，能代號輕巡洋艦所配屬的偵察機發現美軍艦隊；早上7點45分，大鳳號、翔鶴號、瑞鶴號等第一航空戰隊的3艘航艦放出第一波攻擊機隊共128架戰機，大鳳號此次作業共起飛42架艦載機，包括9架天山艦攻、19架彗星艦爆和16架零戰，於7點58分完成戰機升空作業，但是艦隊在忙於起飛作業時，可能因此疏忽了反潛偵測，使美軍潛艦有了溜入艦隊群中的可趁之機。
試圖追蹤小澤艦隊的潛艦青花鱼号潜艇 (SS-218)對大鳳號發射了6枚魚雷，而小松幸男兵曹長所駕駛的彗星俯衝轟炸機發現大鳳號右舷5,000公尺處有1枚魚雷直衝而來，隨即駕機俯衝引爆一枚魚雷，而大鳳號上的瞭望員在發現魚雷航跡後，航艦立即加速至28節，並朝右滿舵的方向實施迴避航行，但右舷前部仍於早上8點10分遭一枚魚雷擊中。
對於強化艦體設計的大鳳號來說，這發魚雷並未產生致命的損害，只造成艦體略為傾斜以及艦首浸水下沉的現象，航艦仍可繼續戰鬥；但當時艦內未注意到部份輸油管線破損，持續溢出油氣，以致釀成後續的悲劇。此波攻擊後，最明顯的受損情況是前升降機故障，在距離飛行甲板下方一公尺處卡住，而升降機當時正用於運輸戰鬥機庫的零戰。為了儘快恢復作業，緊急動員艦上水手以堆疊桌椅和損管用圓木的方式維持飛行甲板運作；在這期間大鳳號將零戰1架、彗星1架、天山4-5架以減油不掛彈的配載轉移至瑞鶴號上，這些飛機則參加了10點30分進行的第二波攻擊部隊。大鳳號當時的狀態則是艦首浸水使航速下降至26節，正趕緊進行損害管制的處置作業。
由於大量油氣自破裂的管線揮發至機庫，而大鳳號的封閉式機庫設計使油氣無法流通，此時的大鳳號艦體處於極度危險的狀況。上午12點的時，油氣已經充斥整個機庫，使艦上下令不准使用任何有關火的器具；同時，不只機庫因油氣無法進入，鍋爐室也持續抬出因油氣中毒的水手，但是因為深怕引發火災，因此無法進行可能產生火星的損管處理行為，即使打開機庫附近的艙門加速空氣流通，也派遣敢死隊強行進入發電機室操作後升降機使機庫通風，但敢死隊人員卻全部因油氣中毒而熏倒。並且因為翔鶴號航艦遭到擊沉，大鳳號只能硬著頭皮回收12點20分以後回航的第一批攻擊機隊，早上從大鳳號上出發的戰機只有3架零戰、1架偵察型彗星返航。
下午2點之後，沒找到美軍艦隊、無功而返的第二批攻擊機隊開始返航。大鳳號在收容此批戰機的過程時，於下午2點32分引燃了油氣，隨即發生大爆炸。為何油氣在損害經過6小時後才被引燃，至今仍有爭議，以下是爭論的沉沒原因。
- 船内鑿擊通風口，因而引爆油氣
- 飛機降落時產生火花。
- 電線走火引起的爆炸。

封閉式機庫導致高溫蒸氣與燃料揮發的油氣不斷累積，由於艙內仍充斥不少油氣，爆炸威力又不足以突破裝甲機庫，使得爆炸成為悶炸。更悲慘的是悶炸由艦身下方開始，動力部門在最初就呈現全滅狀態，但連接消防管線的閥門卻是由動力部掌管，加上動力部人員全被熏倒。因此大鳳號在爆炸之後，艦內的消防系統根本無法運作，加速了這艘航艦的毀滅。除了艦橋人員尚來得及撤離外，大部分的艦員皆命喪黃泉，倖存者則由可與友艦鄰接之艦尾逃生；1944年6月19日下午4點28分，大鳳號的艦尾完全沉沒，造成1650人、5架零戰、4架彗星、3架天山、1架九九艦爆之損失。沉沒地點為12°05′N 138°12′E / 12.083°N 138.200°E。

## 歷任艦長

### 艤裝員長
1. 澄川道男 大佐（1943年8月15日就任）
2. 菊池朝三（日语：菊池朝三） 大佐（1943年12月23日就任）

### 艦長
1. 菊池朝三（日语：菊池朝三） 大佐（1944年3月7日就任）

## 相關照片

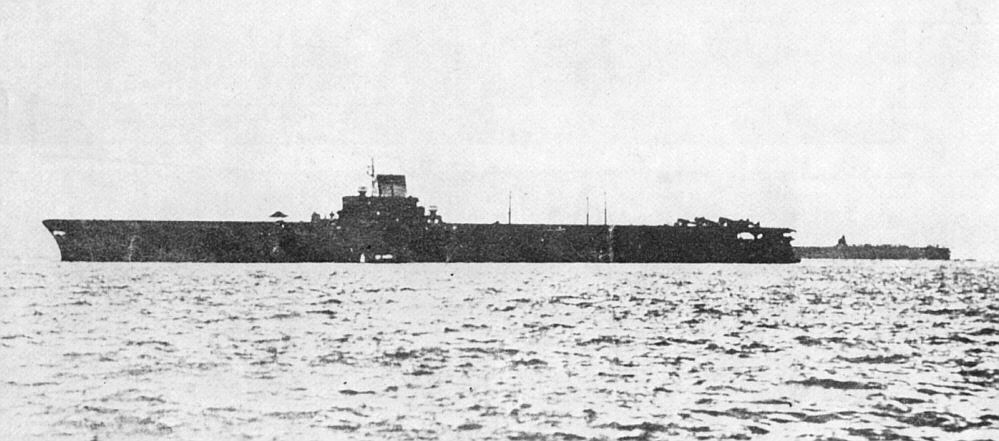
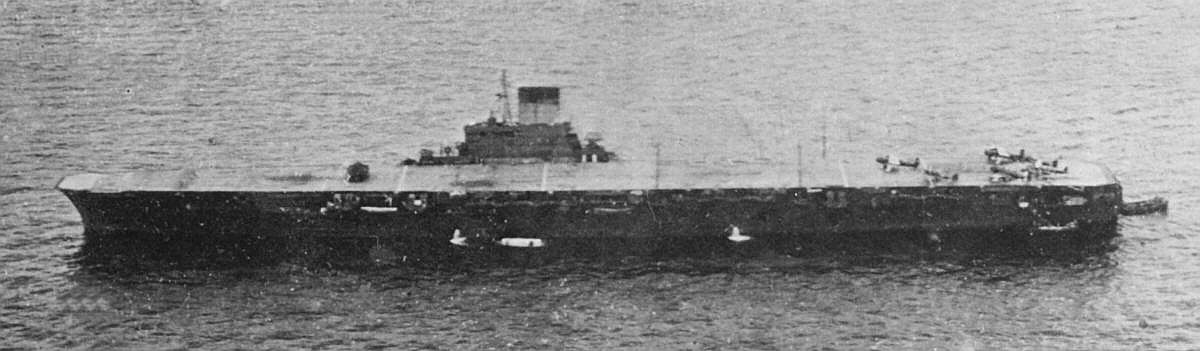

## 關連項目
- 大日本帝國海軍艦艇列表
- 中途島級航空母艦-美軍第一款配置裝甲防禦的正規航艦
- 改大鳳型航空母艦-大鳳號改良型，未建造
- あ号作戦戦時日誌戦闘詳報
- USNTMJ S-06-2